# Angela Cutrone
Angela Cutrone (ur. 19 stycznia 1969 w Saint-Léonard) – kanadyjska łyżwiarka szybka specjalizująca się w short tracku, mistrzyni olimpijska (1992), multimedalistka mistrzostw świata.

## Życiorys
Urodziła się w Saint-Léonard, dzielnicy Montrealu. 
W zawodach olimpijskich na igrzyskach w Albertville została mistrzynią w sztafecie kobiet, w której wraz z nią wystąpiły Sylvie Daigle, Nathalie Lambert i Annie Perreault.
Czterokrotnie uczestniczyła w mistrzostwach świata. W 1991 roku w Sydney, w 1993 roku w Pekinie oraz w 1994 roku w Guildford zdobyła złote medale w rywalizacji sztafet. Indywidualnie została brązową medalistką w Pekinie na dystansie 500 m, tam również zajęła czwarte miejsce w biegu na 1000 m oraz siódme na 3000 m. Ponadto dwukrotnie zdobyła złote medale w drużynowych mistrzostwach świata – w 1991 roku w Seulu oraz w 1994 roku w Cambridge.
W 1995 roku zakończyła sportową karierę.